# Scophthalmus

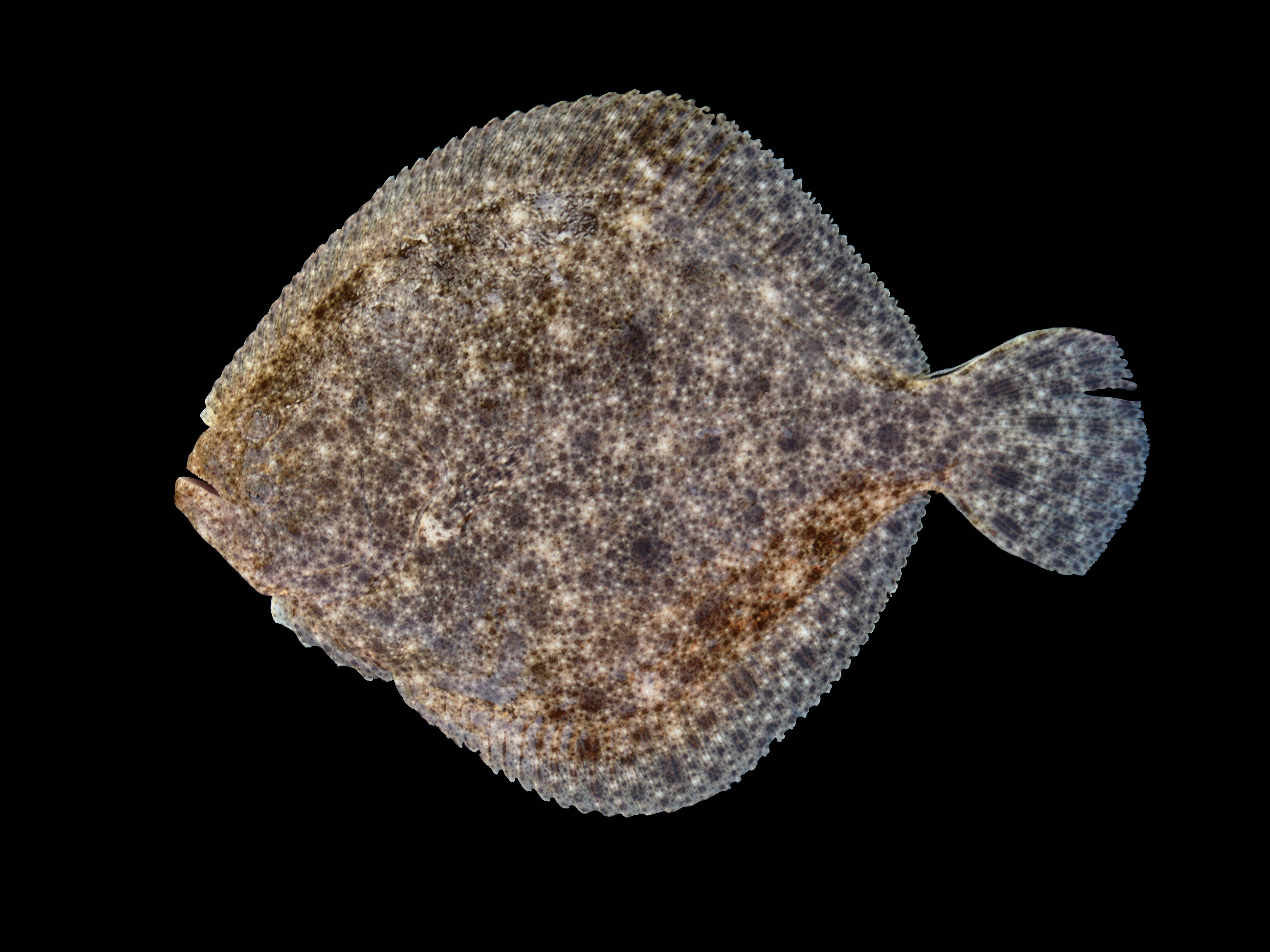
S. maximus

Scophthalmus è un genere di pesci ossei appartenenti alla famiglia Scophthalmidae.

## Distribuzione e habitat
Le quattro specie del genere sono diffuse nell'Oceano Atlantico settentrionale tranne S. maeoticus che è endemico del mar Nero. S. rhombus e S. maximus sono comuni nel mar Mediterraneo.
Vivono esclusivamente su fondi sabbiosi o fangosi, al di sopra dei 100 metri di profondità, talvolta anche a meno di un metro.

## Tassonomia
Il genere Psetta è caduto in sinonimia con Scophthalmus.

## Specie
- Scophthalmus aquosus
- Scophthalmus maeoticus
- Scophthalmus maximus
- Scophthalmus rhombus